# Peñarol SC
Peñarol SC was een Braziliaanse voetbalclub uit Fortaleza, de hoofdstad van de staat Ceará. 

## Geschiedenis
De club werd opgericht in 1934 en speelde van 1936 tot 1942 in de hoogste klasse van het Campeonato Cearense en opnieuw in 1944 en van 1947 tot 1949. De club presteerde het beste in 1939 toen ze gedeeld derde eindigden. 

## Erelijst
Torneio Início do Campeonato Cearense
1939

## Eindstanden Campeonato Cearense
| Jaar | Plaats |
| 1936 | 4º     |
| 1937 | 4º     |
| 1938 | 11º    |
| 1939 | 3º     |
| 1940 | 7º     |
| 1941 | 5º     |
| 1942 | 5º     |
| 1944 | 6º     |
| 1947 | 5º     |
| 1948 | 6º     |
| 1949 | 5º     |